# Montabone
Montabone (piemontiul: Montabon) település Olaszországban, Piemont régióban, Asti megyében. Lakosainak száma 319 fő (2023. január 1.). Montabone Acqui Terme, Castel Boglione, Rocchetta Palafea, Terzo, Bistagno és Castel Rocchero községekkel határos.

## Népesség
A település lakossága az elmúlt években az alábbi módon változott:
| Lakosok száma | 340  | 342  | 319  |
|               | 2017 | 2018 | 2023 |